# Гай (Вербів)
Гай (Зелений Гай) — колишній хутір у Вербівській сільській раді Андрушівського району Житомирської області Української РСР.

## Історія
Вперше фіксується на топографічній карті у 1939 році. Станом на 1 жовтня 1941 року показаний як виселок Зелений Гай Вербівської сільської управи Андрушівського району. На 1 вересня 1946 року — хутір Зелений Гай Вербівської сільської ради Андрушівського району Житомирської області. На 10 лютого 1952 року значився як хутір, що підлягає перетворенню на село.
29 червня 1960 року, відповідно до рішення Житомирського облвиконкому № 683 «Про об'єднання деяких населених пунктів області», об'єднаний із с. Вербів.